# آنیا بوکشتین
آنیا بوکشتین (عبری: אניה בוקשטיין‎؛ زادهٔ ۷ ژوئن ۱۹۸۲) یک هنرپیشه، مدل، خواننده-ترانه‌پرداز و نوازنده پیانو اهل اسرائیل است. وی از سال ۱۹۹۴ میلادی تاکنون مشغول فعالیت بوده‌است.
از فیلم‌ها یا برنامه‌های تلویزیونی که وی در آن نقش داشته‌است می‌توان به اسرار، در و نابغه اشاره کرد.